# ایلکای دورموش
ایلکای دورموش (انگلیسی: İlkay Durmuş؛ زادهٔ ۱ مهٔ ۱۹۹۴) بازیکن فوتبال اهل ترکیه است.
از باشگاه‌هایی که در آن بازی کرده‌است می‌توان به باشگاه ورزشی گنچلربیرلیغی، باشگاه فوتبال آنتالیااسپور، باشگاه فوتبال لخیا گدانسک، و باشگاه فوتبال اشتوتگارت اشاره کرد.
وی همچنین در تیم‌های ملی فوتبال Turkey national under-17 football team، جوانان ترکیه، Turkey national under-19 football team، و زیر ۲۰ سال ترکیه بازی کرده‌است.